# Palazzo San Massimo (Orta di Atella)

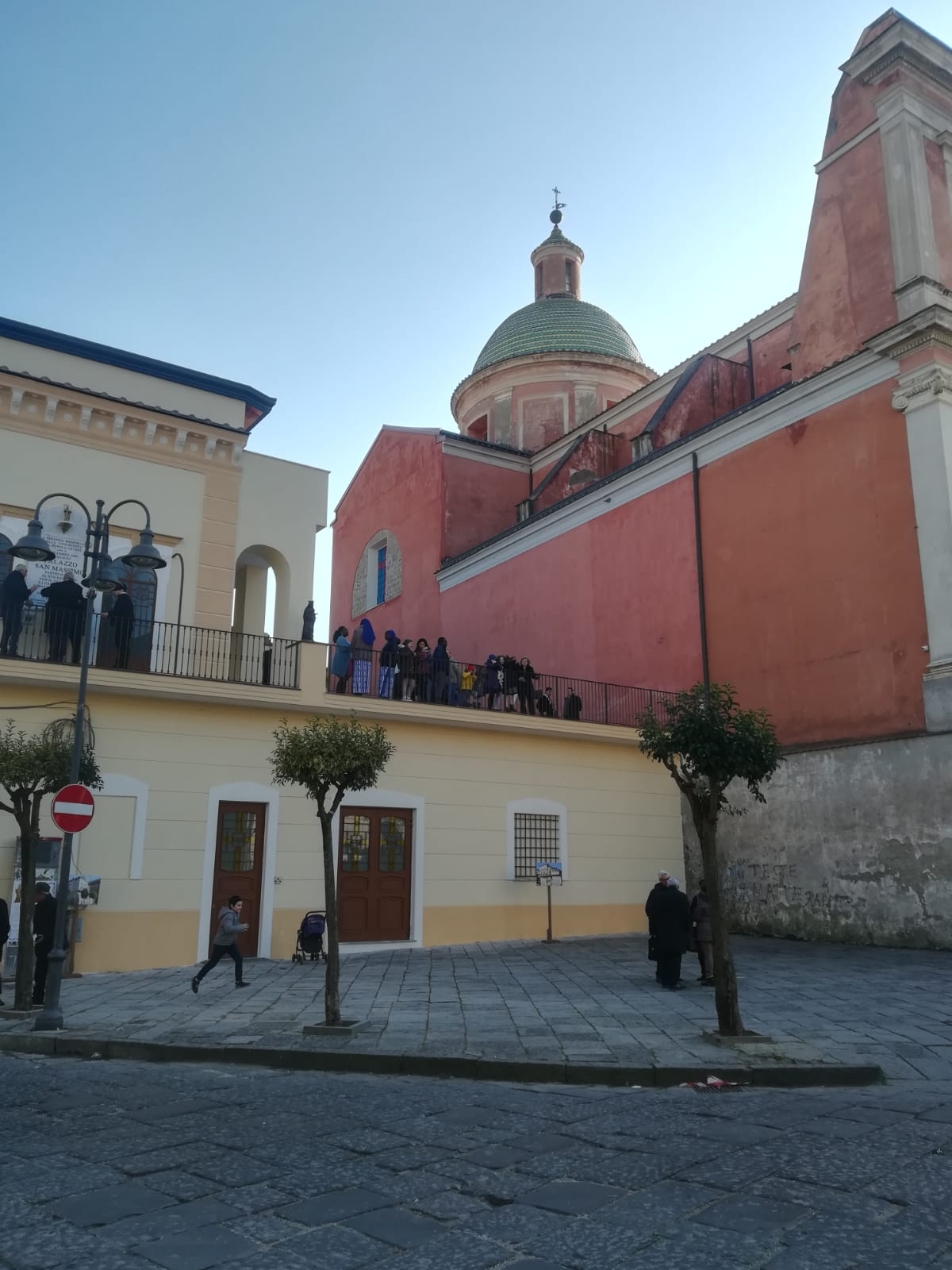
Palazzo di San Massimo neben der Kirche San Massimo Vescovo in Orta di Atella (2020)

Der Palazzo San Massimo (auch Palazzo Migliaccio) ist ein Palast aus dem 18. Jahrhundert in Orta di Atella in der italienischen Region Kampanien. Er liegt an der Via San Donato, 94.

## Geschichte
Die Geschichte des Palastes begann ungefähr in den ersten Jahren des 18. Jahrhunderts, als die Familie Migliaccio sich entschloss, eine neue Wohnstatt neben dem Damm zu errichten, der die heutige Kirche San Massimo im historischen Zentrum von Orta di Atella umgab.
Nach einigen Streitigkeiten mit den Eigentümern des Palastes, die sich beschwerten, dass das Regenwasser in ihren Hof überfloss, regelte Monsignore Teutonico, der Bischof von Aversa, in der Zeit zwischen 1936 und 1940 den Patrimonalstatus der Pfarrgemeinde, verzichtete auf Weg an der Ostgrenze der Kirche und ließ die Regenrohre vom Kirchendach im Innenhof des Palastes kanalisieren.
In seiner Geschichte musste der Palast zwischen dem 18. und dem Anfang des 20. Jahrhunderts viele Umbauten über sich ergehen lassen.
Am 14. Dezember 2009 kaufte die Pfarrgemeinde den gesamten Palast und ließ ihn lange Zeit restaurieren, was mit der Einweihung am 12. Januar 2020 abschloss.

### Familie Migliaccio

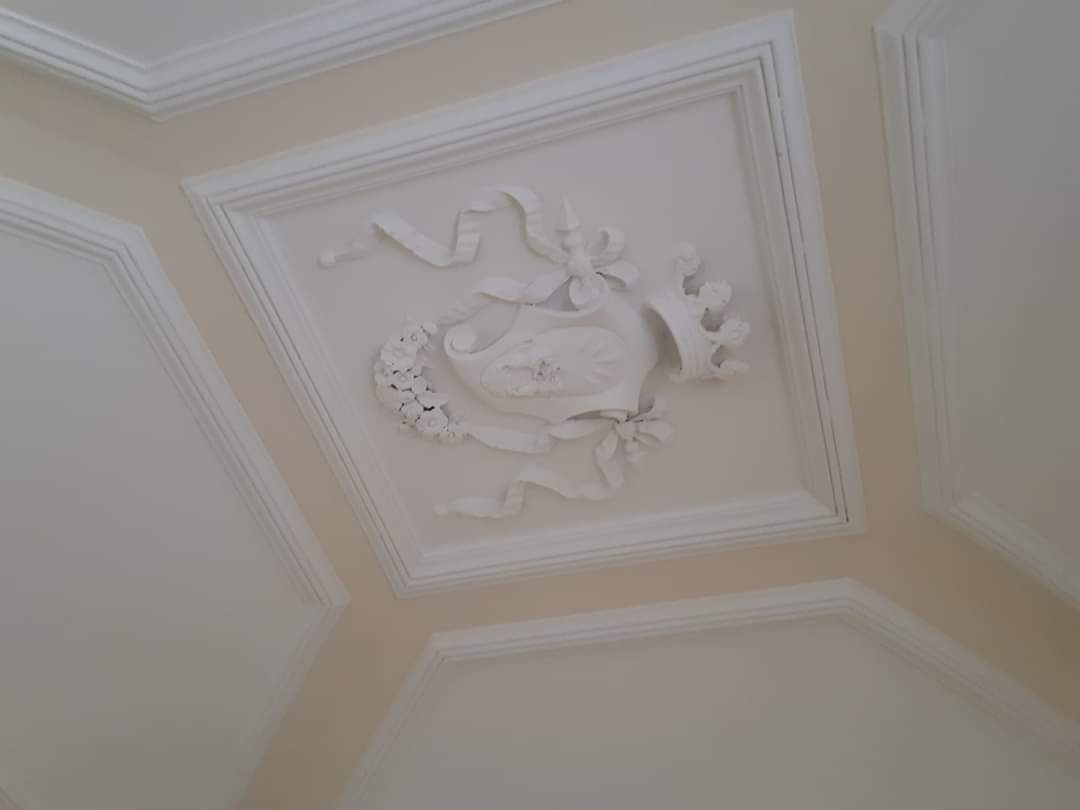
Adelswappen der Familie Migliaccio

Die ehemaligen Eigentümer des Palazzo San Massino stammen von der neapolitanischen Familie Migliaccio, von der es auch Spuren in den benachbarten Städten Mugnano di Napoli, Casandrino, Giugliano di Campania, Villaricca, Marano di Napoli, Sant’Antimo und Qualiano gibt. Im Neapel der Zeit des Hauses Aragón wurden die Migliaccios eine damals große und bedeutende Familie und man findet in ihr reiche, aber auch bescheidene und einfache Bürger. Die Familie Migliaccio aus Orta di Atella war sehr bekannt für ihre landwirtschaftlichen Unternehmungen; sie waren spezialisiert auf die Kultivierung von Hanf, die ab den ersten Jahren des 20. Jahrhunderts und noch mehr in der Nachkriegszeit fundamental für das Wiedererstarken der örtlichen Wirtschaft und der in ganz Süditalien war. Zu den herausragenden Mitgliedern der Familie aus Orta di Atella gehörte Pasquale Migliaccio, der erste Bürgermeister von Orta di Atella.

## Beschreibung

### Beschreibung des Gebäudes

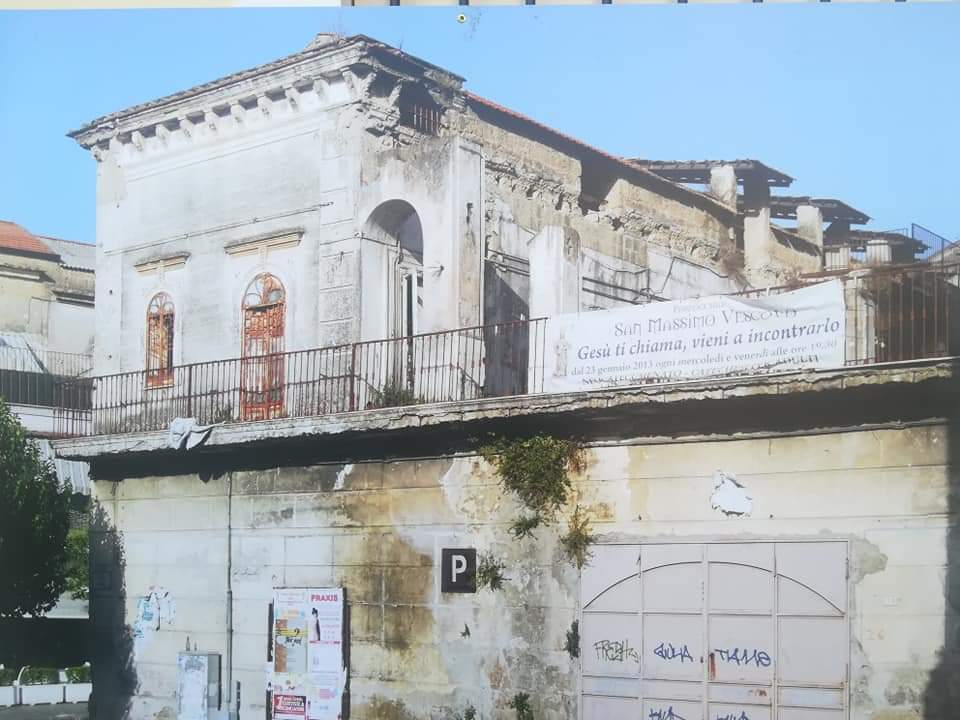
Ehemaliger Palast der Migliaccios vor der Restaurierung, Seitenansicht

Anfang des 20. Jahrhunderts wurde der Palast in seinem Grundriss und auch in der Höhe erweitert und erhielt so ein größeres Volumen; heute umfasst er zwei Vollgeschosse und ein Dachgeschoss. Im 19. Jahrhundert wurde die Treppe aus Mauerwerk mit Stufen aus Piperno und Riggiolas aus Majolika auf den drei Absätzen geschaffen, die den Zugang zum ersten Obergeschoss vermittelt, das zusammen mit dem alten Innenhof umgestaltet und erweitert wurde. Die Fassade wurde mit Verputz im Jugendstil verschönert; dadurch entstanden neue Modulationen, wie horizontale Bänder, Lisenen und Kapitelle auf falschen Pfeilern.

### Restaurierungen und Verbesserungen
Das Gebäude, das von der Pfarrgemeinde von Orta di Atella gekauft wurde, wurde einer langen Restaurierung und einer anspruchsvollen, konservativen Überarbeitung unterzogen, die darauf abzielte, das Gute zu bewahren und die Funktionalität durch strukturelle Maßnahmen unter Berücksichtigung der typologischen Elemente zu sichern. Diese Eingriffe umfassten die strukturelle Verbesserung und die funktionale Anpassung auf die Notwendigkeiten der neuen Nutzung.

### Auswirkungen des Projektes im lokalen Kontext
Da das Gebäude im historischen Zentrum von Orta di Atella und neben der Pfarrkirche San Massimo Vescovo steht, sah das Projekt ausschließlich Verbesserungen in struktureller und funktionaler Hinsicht vor und schloss somit jegliche Eingriffe aus, die einen Kontrast zur Umgebung hätten schaffen können. Somit bestand das Ziel des Projektes darin, die Struktur des Gebäudes zu verbessern und zu restaurieren; es ließ die Fassaden zur Straße hin unverändert und führte die Restaurierung so durch, ohne Veränderungen an der architektonischen Umgebung vorzunehmen.

## Charakteristische Elemente

### Balkone

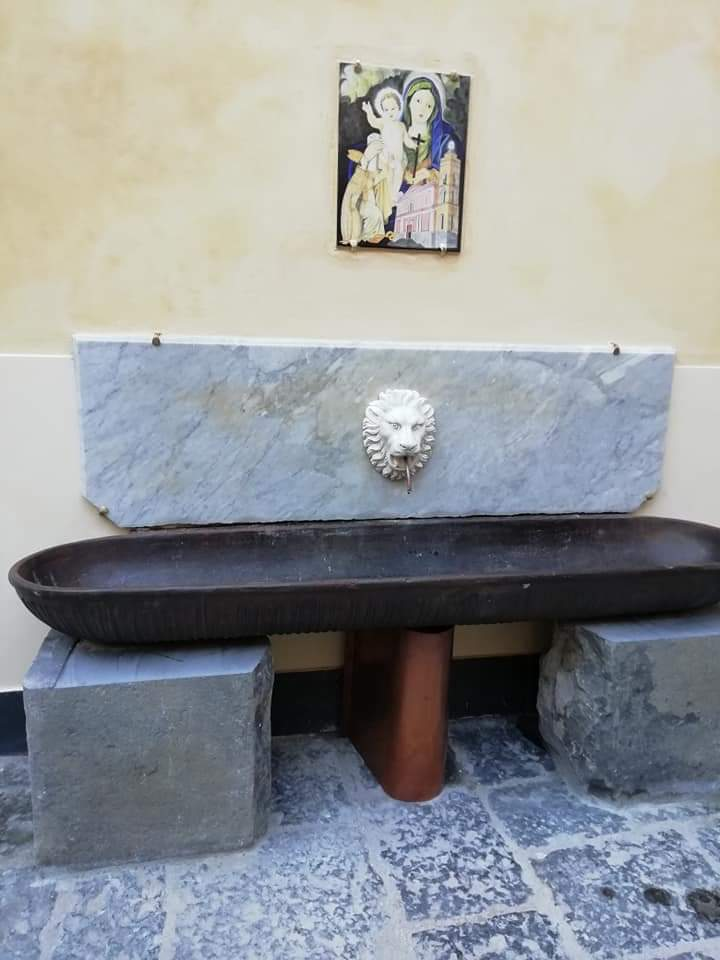
Brunnen im Innenhof des Palazzo San Massimo

Die Balkone aus dem 18. Jahrhundert am Palazzo San Massimo haben durch die kürzliche Ertüchtigung eine bemerkenswerte Restaurierung erfahren. Die alten schmiedeeisernen Geländer wurden abgebaut und später restauriert. Nach der Überprüfung, Konsolidierung und Wiederherstellung der Konsolen aus Gusseisen und dem Ersatz der Marmorplatten waren die Balkone in ihrem Glanz des 18. und 19. Jahrhunderts wiederhergestellt. Die schmiedeeisernen Geländer sind nicht geschweißt, sondern durch Nägel verbunden.

### Bodenbelag
Im ersten Obergeschoss kann man aus Bodenbelag aus dem Ende des 18. Jahrhunderts und dem Anfang des 19. Jahrhunderts gehen; auch dieser wurde einer sorgfältigen Restaurierung unterzogen. Der Eingriff bestand in der fotografischen Aufnahme des alten Bodenbelags, der nachfolgenden Demontage und Katalogisierung, der Konsolidierung des Unterbodens und der Wiedermontage des Bodenbelags („Riggiolas“).

### Wappen
Im Inneren des Palastes, in der Deckenmitte, befindet sich ein Familienwappen, das zwei springende Löwen (Symbol des Adels) mit Hirseähren und einer Krone darüber zeigt.

### Brunnen
Im Innenhof gibt es einen Brunnen, den man durch die Montage einer gusseisernen Wanne (19. Jahrhundert), die als Pferdetränke diente, eines Altartisches (18. Jahrhundert), einer Löwenmaske, einem den bekannten Marmorsteinmetzen „Russo“ aus Neapel zeitgenössischen Werk, alles ruhend auf einem Sockel aus Piperno, erhielt.

## Grabsteine

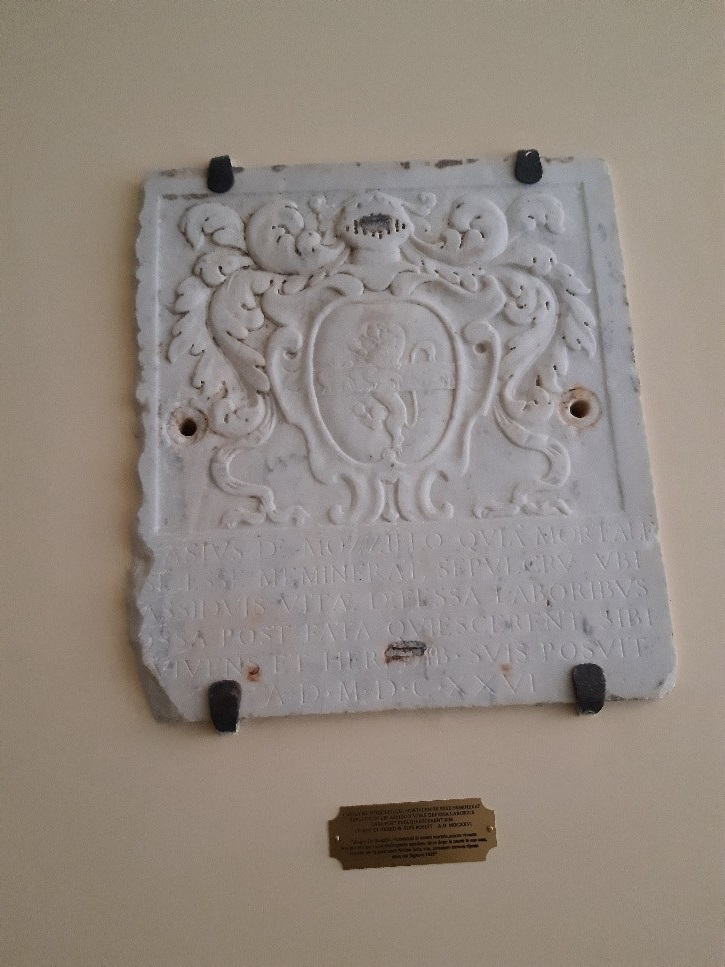
Grabstein von Biagio de‘ Mozzillo

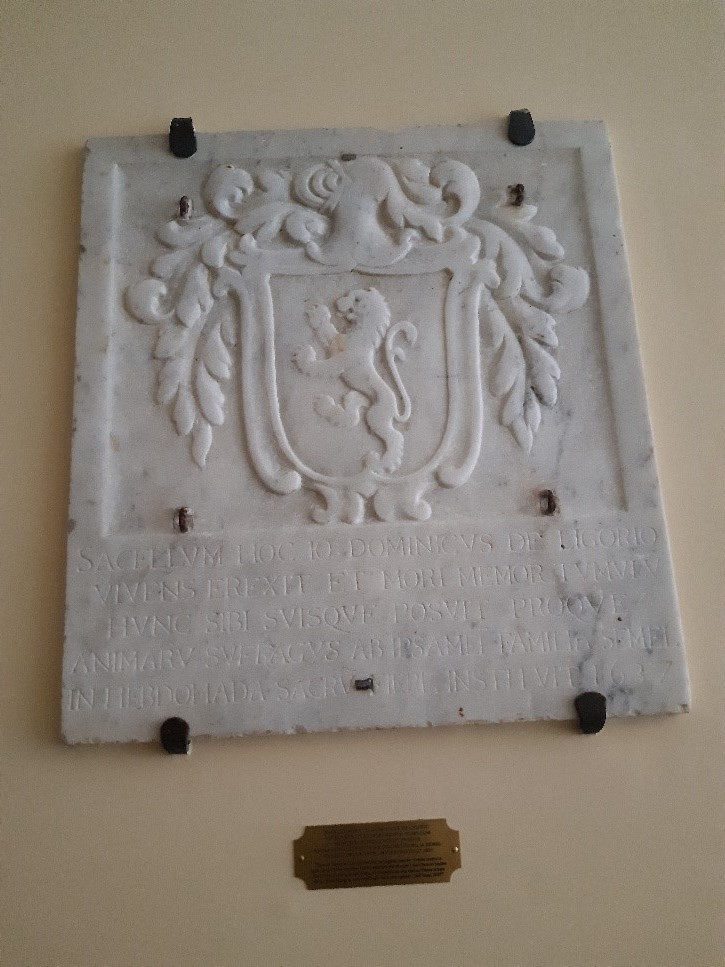
Grabstein von Domenico Liguori

Im Empfangssalon des Palastes sind an den Seitenwänden Grabsteine verschiedener Familien aus Orta di Atella aufgestellt.

### Grabstein von Biagio de’ Mozzillo
Der Grabstein von Biagio de‘ Mozzillo, der auf dem Familiengrab in der alten Kapelle von kirchlichen Patronats Mozzillo stand und Ende des 19. Jahrhunderts der Madonna di Pompei geweiht worden war, trägt das eingeschlagene Wappen der Familie Mozzillo mit einem springenden Löwen und darunter folgender Inschrift:
„(...)ASIUS DE MOZZILLO QUI MORTALEM SE ESSE MEMINERAT - SEPULCRUM UBI ASSIDUIS VITAE DEFESSA LABORIBUS - OSSA POST FATA QUIESCERENT SIBI - VIVENS ET HEREDIB. SUIS POSUIT – A.D. MDCXXVI“
Übersetzung: „Biagio de Mozzillo, denke daran, dass du sterblich bist, bereite, solange du noch lebst, für dich und deine Erben dieses Grab, wo nach dem Tod deine Knochen, müde durch die erschöpfenden Strapazen des Lebens, Ruhe finden können“.

### Grabstein von Domenico Liguori
Der Grabstein von Domenico Luguori, der das Familienwappen mit dem springenden Löwen trägt, zeigt im darunter liegenden Teil folgende Inschrift:
„SACELLUM HOC IO. DOMINICUS DE LIGORIO – VIVENS EREXIT ET MORI MEMOR TUMULUM - HUNC SIBI SUISQUE POSUIT PROQUE - ANIMARUM SUFFRAGYS AB IPSAMET FAMILIA SEMEL - IN HEBDOMADA SACRUM FIERI INSTITUIT 1637“
Übersetzung: „Diese Kapelle baute Gian Domenico Liguori, als er noch lebte, wohl wissend, dass er sterben [muss], dieses Grab für sich und die Seinen und setzte darüber hinaus fest, dass während der Woche hier die [heilige] Messe gefeiert für diese Familie werden solle, für das Wohl ihrer Seelen – im Jahre 1637“.

### Grabstein von Ambrogio Iovinella

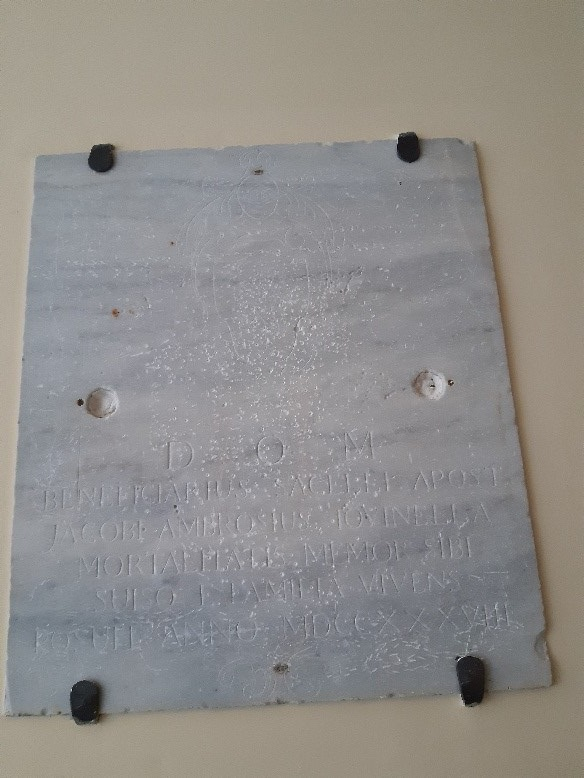
Grabstein von Ambrogio Iovinella

Der Grabstein von „Ambrogio Iovinella“ trägt das Wappen der Familie mit einem springenden Löwen und die folgende Inschrift:
”D.O.M. – BENEFICIARIUS SACELLI APOST – JACOBI AMBROSIUS JOVINELLA – MORTALITATIS MEMOR SIBI - SUISQUE E FAMILIA VIVENS - POSUIT ANNO MDCCXXXVIII“.
Übersetzung: „Geh mit Gott, guter und großer Ambrogio Iovinella, Wohltäter der Kapelle des Apostels Johannes; wissend, das er sterben müsse, setzte er lebend für sich und die Seinen der Familie [dieses Grab], gesetzt im Jahre 1738“.

### Grabstein der Familie De Tocco
Der Grabstein der bekannten Familie De Tocco aus Neapel, der der Pfarrei „San Massimo Vescovo“ von der Familie „Perrotta“ aus Orta di Atella gestiftet wurde, trägt das Adelswappen (ein Schild mit eingravierten Meereswellen) und die folgende Inschrift:
“PRO MULIERIBUS DE TOCCO – ANNO DOMINI MDCXXV”.

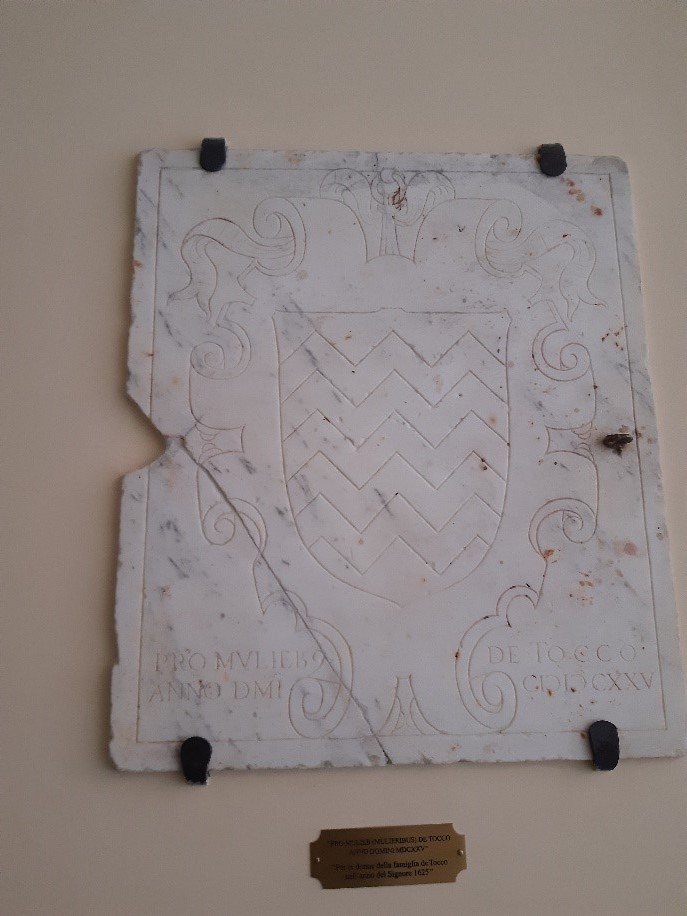
Grabstein der Familie De Tocco

Übersetzung: „Für die Frauen der Familie De Tocco – im Jahre des Herrn 1625“.
Im Original bedeckte die Steintafel den Eingang zum Beinhaus der Familienkapelle, die im Inneren des Palastes der Familie De Tocco in der Strada della Barra lag, wo die De Toccos bereits seit dem 16. Jahrhundert wohnten. In ihrem Palast lebten auch in den ersten Jahrzehnten des 17. Jahrhunderts der Kleriker Don Selvaggio di Tuocco und seine Familie. Don Selvaggio, der ein Grundstück neben der Kirche San Donato Vescovo e Martire in der Nähe des Landkiosks Madonna degli Angeli, von ihm verwaltete Orte in der Orta piczola, wollte mit dem Bau eines kleinen Konventes, bestehend aus drei Kellern und drei Räumen, beginnen. Später wurden die Arbeiten zum Bau des kleinen Konventes eingestellt und Don Selvaggio stiftete dem franziskanischen Orden der Minderen Brüder 1643 das ganze Gebiet, damit sie dort einen ihrer Konvente bauen könnten.

## Sehenswürdigkeiten

### Majolika

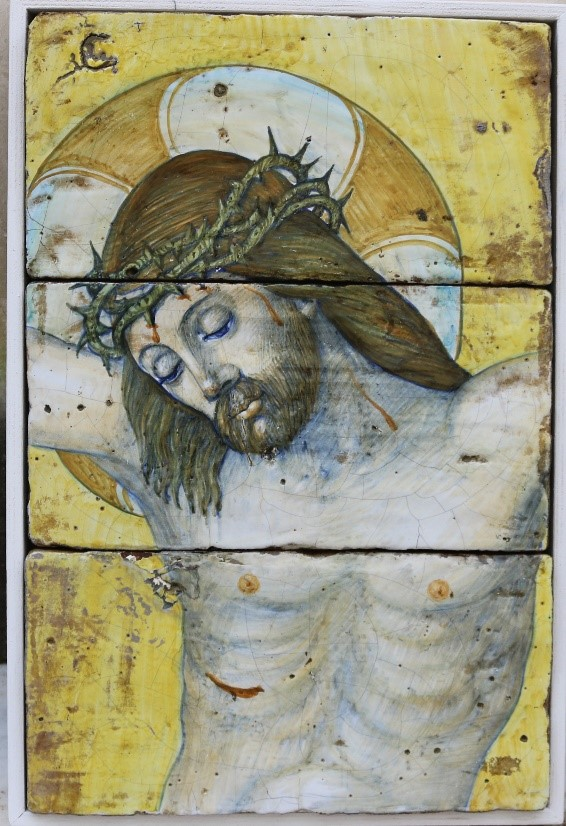
Majolika

Arbeit einer Bauhütte aus Neapel im 18. Jahrhundert, zeigt drei kleine Steinplatten mit den Bildern des Ecce Homo (Jesus). Misst 46 cm × 30 cm.

### Gemälde
Das Gemälde auf Kalkstein, das in Freskotechnik geschaffen wurde, zeigt Madonna delle Grazie. Es wurde im 17. Jahrhundert hergestellt und 2016 von Greco Mariagrazia gestiftet. Misst 69 cm × 53 cm.

### Kapitell
Das Kapitell aus dem 13. Jahrhundert, das aus rotem Marmor aus Verona geschaffen wurde, befand sich ursprünglich im Inneren der Kirche San Massimo Vescovo.

### Majolika

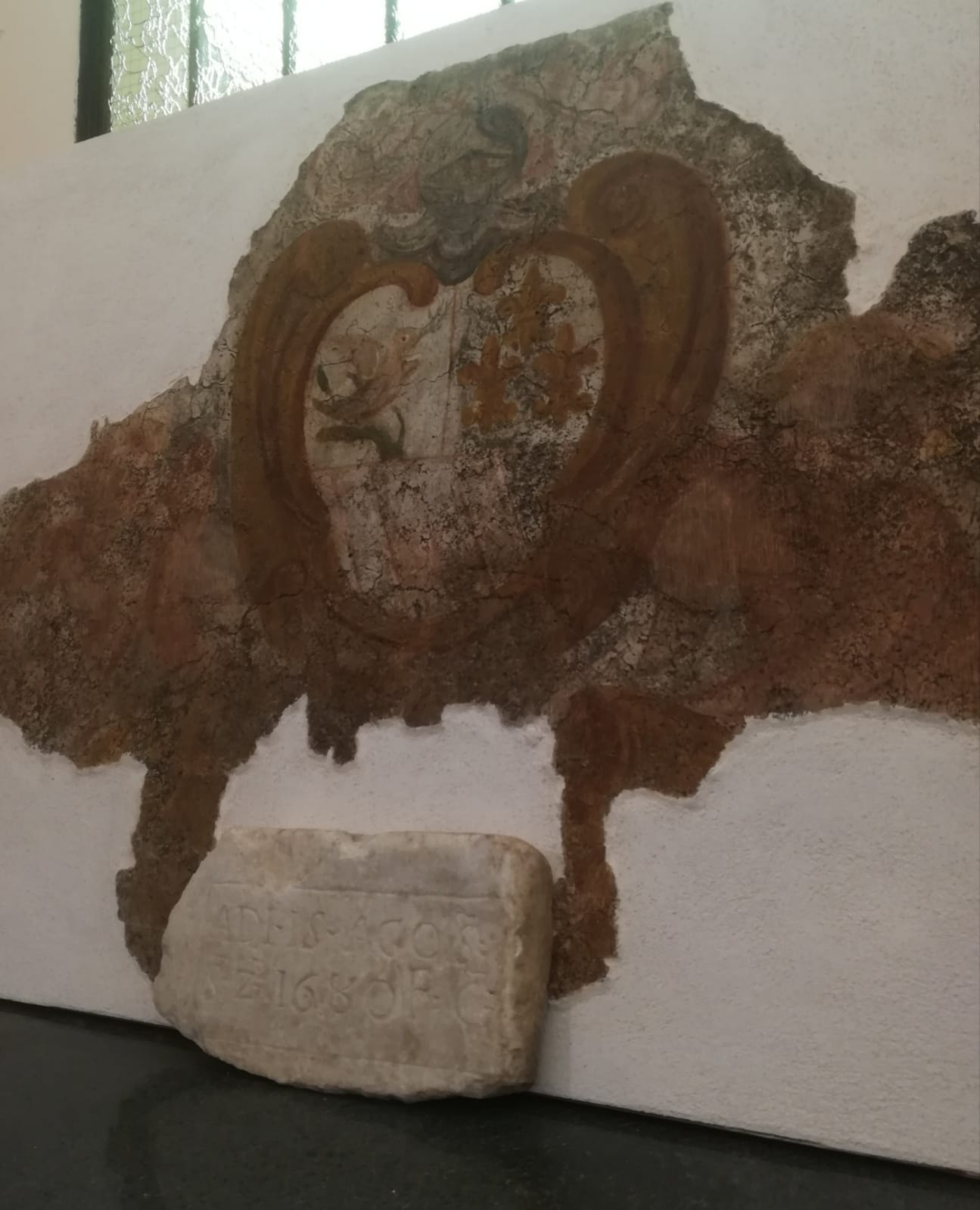
Kunstwerk im Palazzo San Massimo

Werk eines zeitgenössischen Künstlers, zeigt die Madonna della Speranza mit dem knienden San Massimo, der ihr die Gemeinschaft, repräsentiert durch die Pfarrkirche, darbringt.

### Weitere
- Altarigel aus dem 18. Jahrhundert;
- Sockel des Heiligen Kreuzes, das früher an dem so bezeichneten Ort stand;
- Panoramaterrasse;
- Sockel der Kirche San Massimo Vescovo.